# Hunor Farkas
Hunor Farkas (* 18. September 2001) ist ein rumänischer Skispringer.

## Werdegang
Hunor Farkas startete international erstmals im FIS Cup, und zwar im Rahmen zweier Wettbewerbe in Villach am 12. und 13. Juli 2014, bei denen er die Plätze 71 und 69 belegte. Seitdem nahm er in den Folgejahren regelmäßig an weiteren FIS Cup-Wettbewerben teil; seine beste Platzierung bisher (Stand März 2020) war ein fünfter Platz im Juli 2018 in Szczyrk.
Farkas debütierte am 7. und 8. Juli 2017 in Kranj im Continental Cup, wo er zweimal den 65. Platz belegte. Seitdem folgen regelmäßig weitere Starts, eine Top-30-Platzierung und damit Continental-Cup-Punkte konnte er bislang jedoch nicht erreichen.
Bei den Nordischen Skiweltmeisterschaften 2019 in Seefeld in Tirol konnte er sich als 55. knapp nicht für den Einzelwettbewerb qualifizieren. Im Mixed-Teamwettbewerb belegte er gemeinsam mit Andreea Diana Trâmbițaș, Daniela Haralambie und Radu Mihai Păcurar den zwölften und vorletzten Platz.
Farkas startete zudem im Einzel- und Teamwettbewerb bei den Nordischen Junioren-Skiweltmeisterschaften 2017 in Soldier Hollow, Utah sowie 2018 in Kandersteg und dem Europäischen Olympischen Winter-Jugendfestival 2017 im türkischen Erzurum, erreichte jedoch jeweils keine vorderen Platzierungen.
Bei den Rumänischen Meisterschaften 2018 in Râșnov wurde Farkas Sieger von der Mittelschanze.